# 西格倫福爾斯 (紐約州)
西格倫福爾斯（英語：West Glens Falls）是位於美國紐約州沃倫縣的普查規定居民點。

## 人口
根據2020年美國人口普查的數據，西格倫福爾斯的面積為17.72平方千米，當中陸地面積為17.22平方千米，而水域面積為0.50平方千米。當地共有人口9473人，而人口密度為每平方千米534.59人。